# Copa Intercontinental (femenina)
La Copa Intercontinental Femenina (en inglés, Conmebol-UEFA Women's Intercontinental Cup) es un torneo internacional de fútbol femenino propuesto por la Conmebol y la UEFA. La competición enfrenta al ganador de la Liga de Campeones Femenina de la UEFA, y al campeón de la Copa Libertadores Femenina.

## Antecedente
El Campeonato Internacional de Clubes Femenino fue la primera competición anual disputada por clubes femeninos campeones. La competición fue fundada y organizada por la Asociación de Fútbol de Japón y la Nadeshiko League. El primer Campeonato Internacional de Clubes Femenino se celebró en Japón en noviembre de 2012 con la participación de cuatro equipos; el Olympique Lyonnais (Europa), Canberra United (Australia), INAC Kobe Leonessa (ganador de la liga de Japón) y NTV Beleza (ganador de la copa de Japón).
En octubre de 2012, el alto ejecutivo de la Nadeshiko League, Taguchi Yoshinori, anunció que tenían intención de seguir con el Campeonato Internacional de Clubes Femenino durante tres años y de expandirlo para incluir a más campeones continentales. También estaba previsto que la FIFA aprobara el torneo como el equivalente femenino de la Copa Mundial de Clubes de la FIFA.
En octubre de 2013, el Comité Ejecutivo de la FIFA escuchó una propuesta de su grupo de trabajo del fútbol femenino para explorar la idea de crear una Copa Mundial Femenina de Clubes de la FIFA oficial. El mes siguiente la cadena de televisión brasileña Rede Globo informó de que la FIFA había autorizado un Campeonato Mundial de Clubes separado, similar a la Copa Intercontinental masculina, que sería disputado por el campeón de la Copa Libertadores Femenina 2013, el São José, y el campeón de la Liga de Campeones Femenina de la UEFA 2012-13, el Wolfsburgo, durante 2014. Sin embargo, el partido nunca se dio. 

## Creación
Alejandro Domínguez, presidente de la CONMEBOL, confirmó en ESPN este acuerdo con la UEFA. "Hemos cerrado un acuerdo con la UEFA de Copa Intercontinental de fútbol femenino, lo cual significaría que el equipo campeón de la Copa Libertadores femenina juegue con el equipo campeón de la Champions League femenina de Europa".

## Posible mundial de clubes
En 2015 el grupo de trabajo del fútbol femenino de la FIFA propuso la creación de la Copa Mundial Femenina de Clubes de la FIFA, con expectativas de que se inaugure en 2017. En agosto de 2015, el grupo de trabajo del fútbol femenino confirmó que la Copa Mundial Femenina de Clubes de la FIFA estaba en progreso. El grupo de trabajo también propuso un aumento de los equipos y de las competiciones a nivel de confederaciones en relación con la Copa Mundial Femenina de Clubes de la FIFA.
En el 2017, la presidenta FIFA del fútbol femenino Sarai Bareman confirmó al extender nuevamente la posibilidad de crear la competición, "tenemos que tener mucho cuidado de cómo lo introducimos, cuando lo introducimos y tiene que incluir todas las regiones. Como ustedes bien saben, no "todas las regiones están en el mismo nivel de desarrollo, pero existe una oportunidad increíble, pero tenemos que ser muy estratégicos y cuidadosos sobre cómo lo hacemos". En julio de 2019, el presidente de la FIFA, Gianni Infantino, presentó una propuesta para que la creación del torneo comenzara lo antes posible.
El 30 de junio de 2020 se aprobó por la Junta Ejecutiva de la Confederación Africana de Fútbol la creación de la Liga de Campeones Femenina de la CAF que inició el 5 de noviembre del 2021
La Confederación Asiática de Fútbol planea una Champions League femenina en Asia que empezaría en el 2023. La Concacaf planea organizar un torneo femenino para el 2024. Hasta 2019, Oceanía no tenía torneo continental.